# Echte huiszwam
De echte huiszwam (Serpula lacrymans) is een schimmel die schadelijk is voor hout. Naast Coniophora puteana is hij de hoofdoorzaak van schimmelschade in gebouwen. De huiszwam gedijt het beste in een vochtige en niet te koude omgeving. De soortaanduiding lacrymans (Latijn voor 'tranend') is gevolg van het feit dat vaak waterdruppels zichtbaar zijn (zie guttatie).
De echte huiszwam is zeer moeilijk te bestrijden. In hout veroorzaakt hij bruinrot.

## Levenswijze
De echte huiszwam is een houtaantastende schimmel en een vertegenwoordiger van de huisrotschimmels met het hoogste risicopotentieel in gebouwen. In Centraal-Europa veroorzaakt de schimmel ongeveer 32% van de door schimmel veroorzaakte bouwschade. Zoals alle huisrotschimmels, behoort de echte huiszwam tot de bruinrotschimmel en is daarom afhankelijk van cellulosehoudende materialen. Naast hout is de schimmel ook te vinden op andere organische materialen zoals textiel, papier, spaanplaat, stro en riet. 
Gunstige omstandigheden voor het begin van de groei is 35 tot 60% vochtigheid van het hout. Omdat het vochtgehalte van hout in het binnenwerk, vooral in bewoonde gebouwen, tussen 10 en 15% ligt, komt een voldoende vochtigheid voor de schimmel alleen voor onder speciale omstandigheden. Dit zijn onder andere condensatiepunten op bijvoorbeeld balkenkoppen of bij vochtplekken.
Naast het vocht in het hout speelt ook de temperatuur een belangrijke rol bij de schimmelgroei. Het temperatuuroptimum van de schimmel ligt bij 18 tot 22 °C. Boven de 26 °C stopt de schimmel plotseling met zijn groei.
Bij zeer sterke groei, ademt de schimmel waterdruppels uit (guttatiedruppels). Deze "tranen" (Latijn: lacrima) gaven hun naam aan de schimmel, maar deze worden ook gevormd door andere soorten schimmels. Als grote myceliumnetwerken worden blootgesteld aan licht en bewegende frisse lucht, kan de schimmel relatief snel spontane vruchtlichamen vormen. Als de tocht echter te sterk is, kan het mycelium ook afsterven.
Het grote gevaar van de echte huiszwam is dat de schimmel anorganisch materiaal kan overgroeien of binnendringen. Zo kan het mycelium door het metselwerk of achter het pleisterwerk groeien.
Eikenhout is geen goed substraat voor de schimmel, het wordt eerder overwoekerd. De looizuren en andere stoffen werken als natuurlijke fungiciden. Het komt echter (zelden) wel voor dat vruchtlichamen zich ontwikkelen op eikentrappen.